# Sylwia Boroń
Sylwia Boroń (* 6. září 1987, Beruň, Polsko) je polská divadelní, filmová a televizní herečka. V roce 2011 promovala na Státní vysoké divadelní škole (PWST) v Krakově. Po skončení studia se stala členem Polského divadla ve Vratislavi.

## Filmografie
- Oszukane – 2013
- Matka – 2013
- Ostra Randka 3D – 2013